# Commelina hockii
Commelina hockii är en himmelsblomsväxtart som beskrevs av De Wild. Commelina hockii ingår i släktet himmelsblommor, och familjen himmelsblomsväxter. Inga underarter finns listade.